# Осока Буксбаума
Осо́ка Буксба́ума (лат. Carex buxbaumii) — многолетнее травянистое растение, вид рода Осока (Carex) семейства Осоковые (Cyperaceae).
Вид назван в честь Иоганна Христиана Буксбаума (1693—1730), знаменитого немецкого натуралиста, долгое время работавшего в России; исследователя Юго-Восточной Европы, Малой Азии и Кавказа, первого академика ботаники и натуральной истории в Санкт-Петербургской Академии наук.

## Ботаническое описание

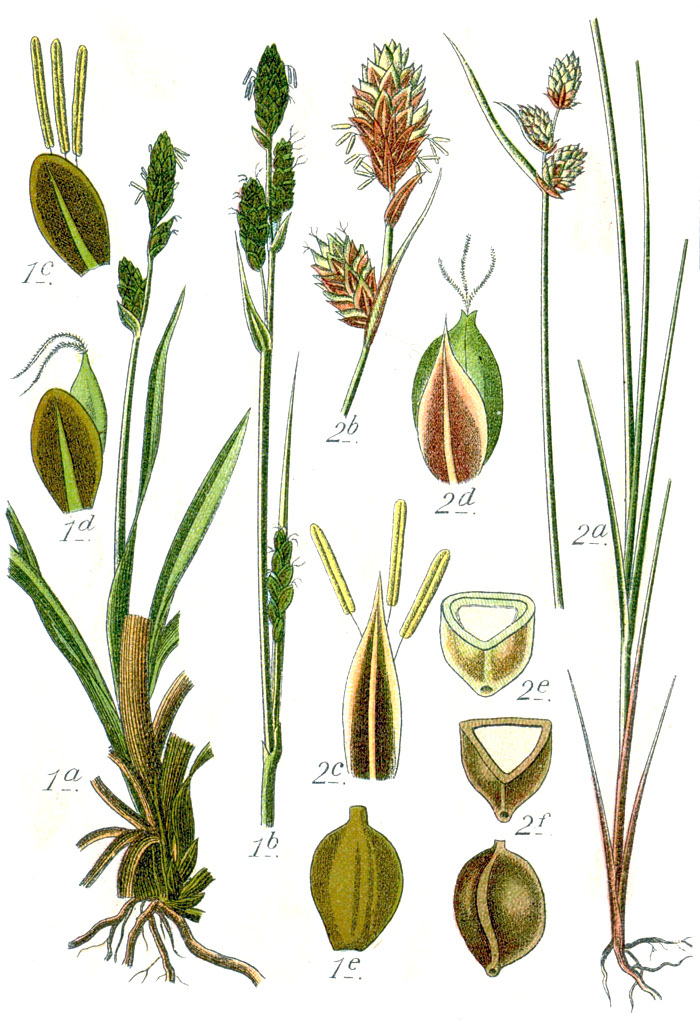
2 — Carex buxbaumii

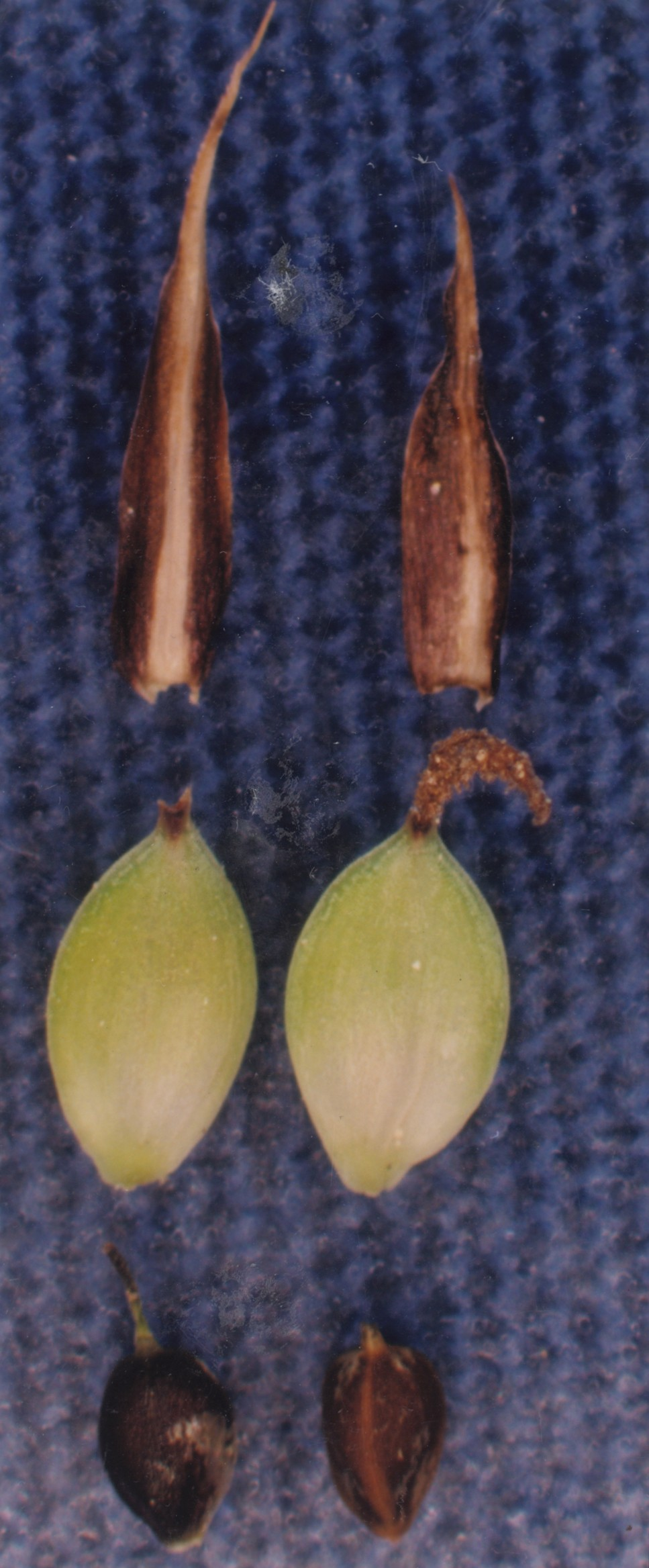
Плоды

Серо-зелёное растение с длинными ползучими рыхлодернистыми корневищами, дающими твёрдые, длинные побеги.
Стебли крепкие, наверху возможно шероховатые, 30—70 см высотой, у основания одетые пурпуровыми, сетчато расщепляющимися, безлистными влагалищами.
Листья жестковатые, книзу килеватые, 2—3 мм шириной, длинно заострённые, короче стебля.
Соцветие 5—10 см длиной из (3)4—5 колосков, расставленных, прямых, возможно густых. Верхний колосок гинекандрический, булавовидный или продолговато-яйцевидный, 1—2 см длиной, внизу на ¼—⅓ своей длины с тычиночными цветками; остальные — пестичные, боковые, в числе 2—3(4), яйцевидные или продолговато-яйцевидные, (0,5)1—1,5(2) см длиной, (6)8—10 мм в диаметре, почти сидячие или на коротких, 5—8 мм длиной ножках. Кроющие чешуи яйцевидно-ланцетные, наверху округлые или круто срезанные, возможно с длинной шиловидной шероховатой остью, ржаво-бурые, коричневые или пурпурно-коричневые, с 1—3 зеленоватыми жилками, вдоль средней жилки с папиллами, длиннее мешочков. Мешочки в поперечном сечении тупо-трёхгранные, невздутые, эллиптические, (3)4—4,5 мм длиной, зеленовато-беловатые, по всей поверхности густо покрытые довольно крупными папиллами, тонкокожистые, с несколько утолщёнными 4—5 жилками, у основания и наверху округлые, по краю гладкие, с очень коротким выемчато-двузубчатым носиком с короткими, но явственными отогнутыми зубцами. Рылец 3. Нижний кроющий лист линейный, равен соцветию или длиннее его.
Плод трёхгранный, без карпофора. Плодоносит в мае-июле.
Число хромосом 2n=74, 100.
Вид описан из Германии и Дании.

## Распространение
Западная Европа; Северная Европа: Скандинавия, в том числе арктическая; Арктическая часть России: Мурман; Прибалтика: Эстония, Латвия, Литва (Клайпедский район); северная и средняя части Европейской части России; Украина: северо-западная часть Карпат, окрестности Винницы и Тростянца; Кавказ: Предкавказье, верховья реки Марухи; Западная Сибирь: юг; Восточная Сибирь: бассейн верховьев Енисея, Предбайкалье, Забайкалье (низовья реки Селенги), Якутия (долина Лены около устья реки Бирюка); Казахстан; северная половина Северной Америки, в том числе Гренландия (крайний юг); Северная Африка (крайний север Алжира); возможно Австралия.
Растёт на болотистых лугах, осоково-гипновых болотах, по берегам рек и озёр; на равнине и в лесном поясе гор.